# Madame de Pompadour
Jeanne-Antoinette Poisson, Marquise de Pompadour (mest känd som Madame de Pompadour), född 29 december 1721 i Paris, död 15 april 1764 i Versailles, var mätress och rådgivare till kung Ludvig XV av Frankrike från 1745 till sin död 1764. Hon utövade ett brett inflytande över statens affärer som Ludvigs politiska rådgivare, något som gjorde henne impopulär under sin samtid.
Hon fungerade dessutom som mecenat för konst och kultur, särskilt arkitektur och porslin. Hon var en förebild inom mode och blev känd som beskyddare av upplysningsfilosofer såsom Voltaire. 

## Biografi

### Barndom
Jeanne-Antoinette Poisson var formellt dotter till hovstallmästaren François Poisson (1684–1754) och Madeleine de La Motte (1699–1745). I verkligheten antas hon ha varit dotter till moderns älskare, Charles François Paul Le Normant de Tournehem, som också blev hennes laglige förmyndare 1725, sedan hennes far tvingats lämna landet på grund av obetalda skulder. 
Hon utbildades i en klosterskola och därefter av privatlärare i hemmet. Hon uppgav att hennes mor en dag tog henne till en spåkvinna, Madame de Lebon, som förutspådde att hon i framtiden skulle regera över en kungs hjärta. Under sin barndom kallades hon ofta vid smeknamnet 'Reinette', som betyder "Lilla drottningen". 

### Äktenskap
År 1741 gifte hon sig med sin förmyndare Tournehems brorson, Charles-Guillaume Le Normant d'Étoilles, i ett arrangerat äktenskap. Paret fick ett barn som överlevde småbarnsåren: dottern Alexandrine Le Normant d'Étoilles (1744–1754). 
Efter sitt giftermål deltog hon i societetslivet i Paris och höll en litterär salong ute på slottet Etoilles utanför staden. Hon beskrivs som vacker, intelligent och begåvad. Hon kunde måla, dansa och gravera, och betraktades som en duktig skådespelare och sångerska i de amatörskådespel som var populära i sällskapslivet. 

### Mätress

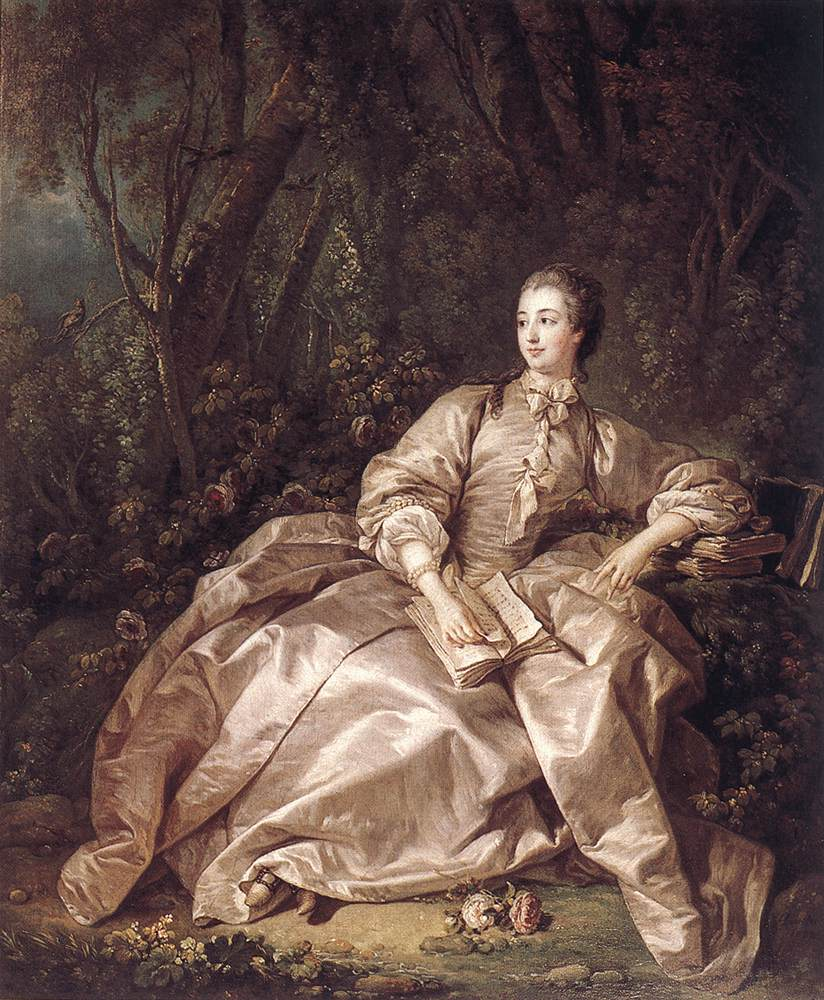
Madame de Pompadour,
målning av François Boucher (1758).

År 1745 sörjde kungen sin döda mätress Marie Anne de Mailly-Nesle och hade ännu inte skaffat sig en ersättare. Hennes förre förmyndare skaffade genom sina kontakter henne en inbjudan till den maskeradbal som hölls i februari för att hedra kronprinsens giftermål. 
Hon lyckades vinna kung Ludvig XV:s uppmärksamhet, och blev snart kungens mätress. Förhållandet var känt från mars 1745, då hon inofficiellt flyttade in i Versailles. Den 7 maj separerade hon formellt från sin make, varefter förhållandet med kungen blev officiellt. 
Vid hovet var detta en skandal eftersom hon inte var av adlig utan av borgerlig härkomst. I juni köpte emellertid kungen henne titeln markisinna de Pompadour med tillhörande gods och vapensköld, för att göra det möjligt för henne att presenteras officiellt vid hovet (Honneurs de la Cour) och därmed kunna leva där öppet istället för anonymt. Han var trots detta tvungen att ta till mutor för att en hovdam skulle gå med på att göra presentationen, eftersom en person enbart kunde presenteras vid hovet av en redan presenterad person av samma kön. Den 14 september 1745 kunde slutligen Pompadour presenterades vid hovet av kungens kusin prinsessan de Conti och sin makes adliga kusin Élisabeth-Charlotte d'Estrades, och kunde därmed inta sin plats som officiell mätress. Som sådan fick hon sin egen personal, bland dem Nicole du Hausset. 
Madame de Pompadour ska ha haft förmågan att underhålla Ludvig XV, som beskrivs som lätt uttråkad och rastlös, och få honom att slappna av från sin roll som kung. Hon arrangerade supéer för honom i sin våning med endast en liten intim vänkrets, där man kallade varandra vid smeknamn i stället för att även då använda titlar, vilket annars var det vanliga. Paret lät också bygga små eremitage och paviljonger utanför de olika kungliga slotten, där de kunde ta en paus från hovlivet och tillbringa några dagar endast som privatpersoner. Hon underhöll honom också genom att arrangera fester och förströelser. Bland annat bildade hon år 1747 ett amatörteatersällskap bestående av personer ur hovets adel och betjäning, där hon själv spelade de kvinnliga huvudrollerna. Hon ska ha haft genuin skådespelartalang, och teatern blev en succé och var aktiv fram till 1753. Vid hovet utsattes hon länge för avund för sin ställning, och ogillande på grund av att hon inte ansågs förtjäna den i egenskap av borgerlig inkräktare, men hon gjorde sig med tiden accepterad. Bland annat var hon noga med att alltid visa drottningen respekt. Det uppskattades av drottningen, som en gång ska ha sagt, att om det måste finnas en mätress, så föredrog hon henne (Madame de Pompadour) framför någon annan. 
Den sexuella relationen mellan Madame de Pompadour och Ludvig XV upphörde av allt att döma år 1751, när Madame de Pompadour flyttade ut från den privata lilla älskarinnevåningen under taket vid kungens våning. Orsaken var möjligen medicinsk: hon hade fått två missfall, ett 1746 och ett 1749. Oavsett detta, avslutades inte förhållandet till Ludvig XV i övriga avseenden, även om den upphörde att vara fysisk. Tvärtom fick hon en mer praktfull, officiell våning på slottets första våning, där annars endast medlemmar av kungahuset hade bostad. Hon utnämndes också formellt sett till hovdam hos drottningen, dame du palais, och fick hertigs rang. Hennes ställning som hovdam var endast formell, men den gav henne en officiell anledning att stanna vid hovet utöver den som mätress. 
Hon använde aldrig hertigtiteln, men hon utnyttjade dess rangmässiga privilegier vid hovet, och var alltså i fortsättningen en markis med en hertigs privilegier. Ludvig XV hade efter detta sexuella förbindelser med inofficiella partners. Dessa uppfattades inte som ett hot mot Madame de Pompadours ställning då dessa endast var tillfälliga partners och aldrig blev presenterade vid hovet som offentliga mätresser, utan förvarades i ett litet hus i den så kallade Hjortparken Parc-aux-cerfs i Versailles. Den mest kända av dess tillfälliga partners var Marie-Louise O'Murphy.
År 1755 försonade sig Madame de Pompadour med kyrkan, sedan hon formellt hade bett sin make om förlåtelse och bett honom att ta henne tillbaka och han, som förväntat, vägrat göra det. Det var därmed möjligt för henne att visa kyrkan att hon gjort vad hon kunnat för att försona sig med honom. Efter detta deltog hon oftare vid kyrkliga högtider. 

#### Politisk aktivitet

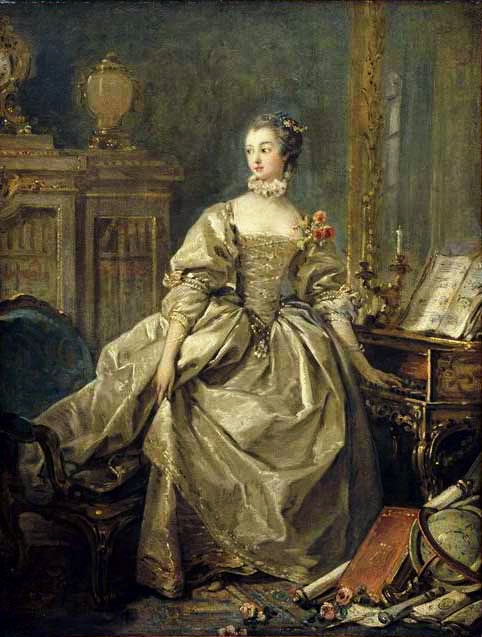
Madame de Pompadour, målning av François Boucher (omkring 1750).

Madame de Pompadour hade ett stort politiskt inflytande över Frankrikes statsaffärer genom Ludvig XV, något hon fick redan från början och som bara fortsatte att växa med tiden. Kungen föredrog ofta ägna sig åt jakt och andra förströelser, och han var tacksam över att då kunna överlåta ansvaret för statens affärer på henne. Hon tog emot ministrarnas rapporter och förslag i kungens ställe när han hellre ägnade sig åt annat, och diskuterade dem sedan med honom och gav honom råd. Hon gjorde rekommendationer för kungen då olika ämbeten skulle besättas, och lyckades därigenom få sina kandidater placerade på förvaltningens viktigaste poster; bland annat kunde hon få François-Joachim de Pierre de Bernis utsedd till utrikesminister 1757, och även ersätta honom med Étienne François de Choiseul på samma post året därpå. De personer hon placerade på politiska poster blev sedan hennes egna politiska samarbetspartner. 
Hennes mest berömda politiska gärning var då hon orsakade den så kallade diplomatiska revolutionen i Europa genom Fördraget i Versailles 1756. Det innebar att Frankrike avslutade sin traditionella fiendskap med Österrike och i stället slöt en fredspakt med denna makt, något som kastade omkull den dåvarande maktbalansen i Europa. Det var denna akt som gjorde att Frankrike inträdde i sjuårskriget med Österrike som allierad mot Storbritannien. Hon medverkade också aktivt, eller stödde, Bourbonska familjefördraget (1761), fördrivandet av jesuiterna (1762) och Parisfreden (1763). Frankrikes nederlag i sjuårskriget 1763 ledde till att det miste sin koloniala stormaktsställning till England, något som skylldes på Madame de Pompadour. 
Det var hennes allians med Österrike som i sin tur ledde till att fredspakten befästes symboliskt efter hennes död genom äktenskapet mellan Ludvig XVI och Marie-Antoinette av Österrike. 
På grund av sin inflytelserika ställning kom Madame de Pompadour att uppvaktas flitigt av supplikanter, både privata sådana såväl som diplomater och ambassadörer. Under sina första år som mätress tog hon emot dem vid sitt toalettbord, och därefter vid sin broderbåge. 
Hennes politiska aktivitet, liksom hennes påkostade byggnadsprojekt och andra utgifter, utsatte henne för hat från båda allmänheten och hovadeln. Hennes ursprungsnamn Poisson betyder fisk på franska, något som användes av dem som ville poängtera hennes borgerliga ursprung, och nidskrifterna om henne kom att kallas poissonnades eller poissonader.  

Madame de Pompadour, målning av François Boucher (1759).

#### Kulturell verksamhet
Madame de Pompadour fick stor betydelse för det franska konstlivet och hon gynnade dess företrädare på flera olika sätt. Bland annat gav hon namn åt rokokostilens sista blomstringstid, Pompadour. 
Hon var själv aktiv som gravör, och blev också en förebild inom modet: hon kombinerade gärna rosa och blått, och ska ha gett klänningsmodellen robe à la française dess genomslag. Hon lät uppföra byggnader, Place de la Concorde, militärakademien i Paris och Petit Trianon. Hon gynnade och utvecklade porslinsindustrin i Sèvres. Hon finansierade en mängd konstnärer, bland dem Jean-Marc Nattier, François Boucher, Jean-Baptiste Réveillon, François-Hubert Drouais och Jacques Guay.
Hon intresserade sig för litteratur och uppträdde som "filosofernas beskyddarinna", bland andra Voltaire, Jean le Rond d'Alembert och Denis Diderot; upplysningsfilosoferna kallade henne för "en av oss" som tack för hennes beskydd av radikala författare som annars skulle ha hindrats av censuren. Hon lyckades inte upphäva censuren formellt, men lättade upp den i praktiken genom att göra censurmyndigheten ineffektiv. Hennes stora triumf på detta område var tillståndet att ge ut den franska Encyklopedin. Hon beskyddade också fysiokratiska skolan, vilket banade vägen för Adam Smiths teorier.

## Eftermäle
Madame de Pompadour är en av världens mest berömda kungliga mätresser. Hon var också den första, och en av endast två kungliga mätresser i Frankrikes historia, som inte var adlig.           
Hon lär ha yttrat det bevingade uttrycket "Après nous le déluge" (Efter oss syndafloden).